# Chata w Popówce na Ukrainie
Chata w Popówce na Ukrainie – obraz olejny polskiego malarza Jana Stanisławskiego z ok. 1903 roku, znajdujący się w Galerii sztuki polskiej 1800–1945 Muzeum Śląskiego w Katowicach.
Obraz należy do typowych dla Stanisławskiego niedużych pejzaży. Artysta przedstawił prostą chłopską chatę. Pejzaż powstał około 1903 roku. Namalowany na kartonie obraz olejny o wymiarach 24 × 32,2 cm stanowi część kolekcji Muzeum Śląskiego w Katowicach. Muzeum posiada jeszcze inne obrazy Stanisławskiego: Chmury (Dobra na Ukrainie), Cerkiew Michajtowską, Lato, Pejzaż z chmurami oraz Pejzaż z Piekar pod Tyńcem.